# Meganeuropsis
Meganeuropsis ist eine ausgestorbene Gattung der Insekten. Sie gehört in die Gruppe der Meganisoptera (alternativer Name Protodonata, „Riesenlibellen“), einer ausgestorbenen Gruppe, die die Stammgruppe oder eine Schwestergruppe der rezenten Libellen bildet, aber gegenüber diesen zahlreiche ursprüngliche Merkmale (Plesiomorphien) aufwies. Die Art Meganeuropsis permiana gilt allgemein als die größte geflügelte Insektenart, die je gelebt hat.

## Arten
Innerhalb der Gattung wurden zwei Arten beschrieben, beide nach Funden aus der Wellington Formation, die im Unterperm abgelagert worden war.
- Meganeuropsis permiana[1] aus einem Kalksteinbruch der berühmten Fossillagerstätte Elmo, Dickinson County, Kansas, USA.[2]
- Meganeuropsis americana[3] nach Funden von Midco, Noble County (Oklahoma).

Nach David A. Grimaldi und Michael S. Engel sind beide Namen synonym, eine Möglichkeit, die auch der Erstbeschreiber Frank M. Carpenter schon in Erwägung gezogen hatte. Folgt man dieser Ansicht, umfasst die Gattung nur die erstgenannte Art.

## Beschreibung und Funde
Meganeuropsis permiana wurde beschrieben nach zwei Flügelfragmenten, die getrennt voneinander, aber dicht benachbart, von Carpenter selbst im Kalksteinbruch von Elmo gefunden wurden. Das erste Fragment umfasst die Flügelbasis und einen Teil des proximalen Flügels, das zweite einen Ausschnitt aus der Flügelmitte. Da Teile der Aderung überlappende Bereiche enthalten, kann es sich nicht um Abschnitte desselben Flügels gehandelt haben. Es erscheint wahrscheinlich, dass die Fragmente jeweils von einem Vorder- und Hinterflügel stammen. Die Gestalt des gesamten Flügels wurde durch Umzeichnen anhand des Flügelumrisses der schon früher gefundenen Riesenlibelle Meganeura monyi aus den erhaltenen Fragmenten abgeschätzt. Carpenter rekonstruiert auf dieser Basis eine Flügellänge von 330 Millimeter, aus der er eine Flügelspannweite von 710 Millimeter ableitet. Von der zweiten Art, Meganeuropsis americana liegt ein Fossil eines fast vollständig erhaltenen Flügels vor, das noch 280 Millimeter lang war, seine Gesamtlänge wird auf 305 Millimeter abgeschätzt. Heute ist es ausgestellt im  Harvard Museum of Natural History. Obwohl die Gesamtlänge damit etwas kleiner abgeschätzt wird, handelt es sich bis heute um den größten tatsächlich erhaltenen fossilen Insektenflügel. Zusätzlich liegen ein zweiter gut erhaltener Flügel und ein gutes Dutzend weiterer Fragmente vor, die dieser Art zugeordnet wurden, alle wurden von G. O. Raasch in Midco, Oklahoma, gefunden. Hier entdeckte im Jahr 2000 Roy Beckemeyer ein weiteres Hinterflügelfragment, das heute im Johnston Geology
Museum der Emporia State University, Emporia, Kansas, liegt.
Die Gattung Meganeuropsis gilt der Flügeladerung zufolge als nahe verwandt mit der europäischen Meganeura, beide werden oft in einer Familie Meganeuridae vereint. Die Familie ist aber nur schwer und unsicher von anderen Familien der Riesenlibellen abgrenzbar, so dass einige Autoren auf die Zuordnung zu einer Familie vorsichtshalber ganz verzichten. Von den anderen amerikanischen Riesenlibellen ist die Gattung, neben ihrer Größe, an dem vergrößerten Präcostalfeld im Flügel unterscheidbar, das bis zur Flügelmitte reicht. Die Gattung wird von den verwandten Gattungen nach einigen Details der Flügeladerung differenziert. Fossilien von anderen Teilen des Körpers als den Flügeln sind nie gefunden worden.

## Fundort
Die Wellington Formation ist eine Gesteinsserie des Unterperm, die auf einer Länge von etwa 270 Kilometer in Kansas und Oklahoma, von Elmo im Norden bis Midco in die Nähe von Perry, im Süden, aufgeschlossen ist. In den mittleren Abschnitten ist die Formation durch eine mächtige Lößauflage verhüllt und oberirdisch so gut wie nie aufgeschlossen. Aus der Formation sind fast 200 fossile Insektenarten beschrieben worden, wodurch sie zu den diversesten permischen Insektenfundstätten weltweit gerechnet wird. Die Formation erreicht 214 Meter Mächtigkeit und umfasst marine, brackige und limnische (im Süßwasser abgelagerte) Sedimente, darunter Anhydrit- und Steinsalzlagerstätten. Die fossilen Funde stammen aus dem sog. Carlton-Kalkstein nahe der Basis der Formation, der nur wenige Meter Mächtigkeit erreicht. Entgegen dem oft geäußerten Eindruck, die damalige Fauna wäre vor allem durch Rieseninsekten geprägt gewesen, sind die meisten der gefundenen Arten relativ klein (durchschnittliche Flügelspannweite etwa 22 Millimeter), nur wenige erreichten die Ausmaße der Riesenlibellen. 10 von insgesamt nur 13 Arten mit Flügelspannweiten über 50 Millimeter gehörten dieser Gruppe an. Zu ihrer Lebensweise ist wenig bekannt, insbesondere ist unklar, ob ihre Larven, wie diejenigen der rezenten Libellen, im Wasser lebten. Für die adulten Riesenlibellen gilt eine räuberische Ernährungsweise als gesichert. Da zu dieser Zeit noch keine flugfähigen Wirbeltiere existierten, handelte es sich vermutlich um Spitzenprädatoren der damaligen Fauna.
Zur Zeit der Ablagerung lag die Region nahe am Äquator. Der Kalkstein wurde in einer Küstenebene am Rande eines großen binnenländischen Salzsees abgelagert. Aus den Seesedimenten wurden vor allem fossile Kiemenfußkrebse gefunden, die der rezenten Gattung Triops ähneln, man nimmt allgemein ein recht lebensfeindliches Gewässer an. Die Fluginsekten wurden vermutlich eingeweht und gingen hier zugrunde.